# Tallyrama testacea
Tallyrama testacea är en skalbaggsart som först beskrevs av Charles Joseph Gahan 1904.  Tallyrama testacea ingår i släktet Tallyrama och familjen långhorningar. Inga underarter finns listade i Catalogue of Life.